# おおブレネリ
『おおブレネリ』は、19世紀のスイス民謡 (Säg Vreneli) に基づく日本の唱歌である。

## 概要
スイス生まれの童謡であり、日本レクリエーション協会の会長を務めた松田稔（元大阪YMCA主事）によって1949年頃に作詞（翻訳）された。陽気なメロディが特徴で、歌い出しは「おおブレネリ あなたのおうちはどこ」。そして「ヤッホー ホトラララ（Yo ho ho, tra la la la...）」という歌詞が繰り返される。
「ブレネリ」とは、スイス人などに多い「フレニ（Vreni）」という女性名の愛称である「Vreneli」のことである。つまりこの童謡は「ブレネリ」という名前の少女を主人公としたものである。彼女はスイスの湖のほとりに住む羊飼いであり、オオカミの出現を恐れたりしながらも羊たちと楽しく生活していると、歌詞には記されている。なお、歌詞に登場する「湖」とは、ヌーシャテル州のル・ロックルにあるブレネ湖のことではないかと考えられている。

## みんなのうた

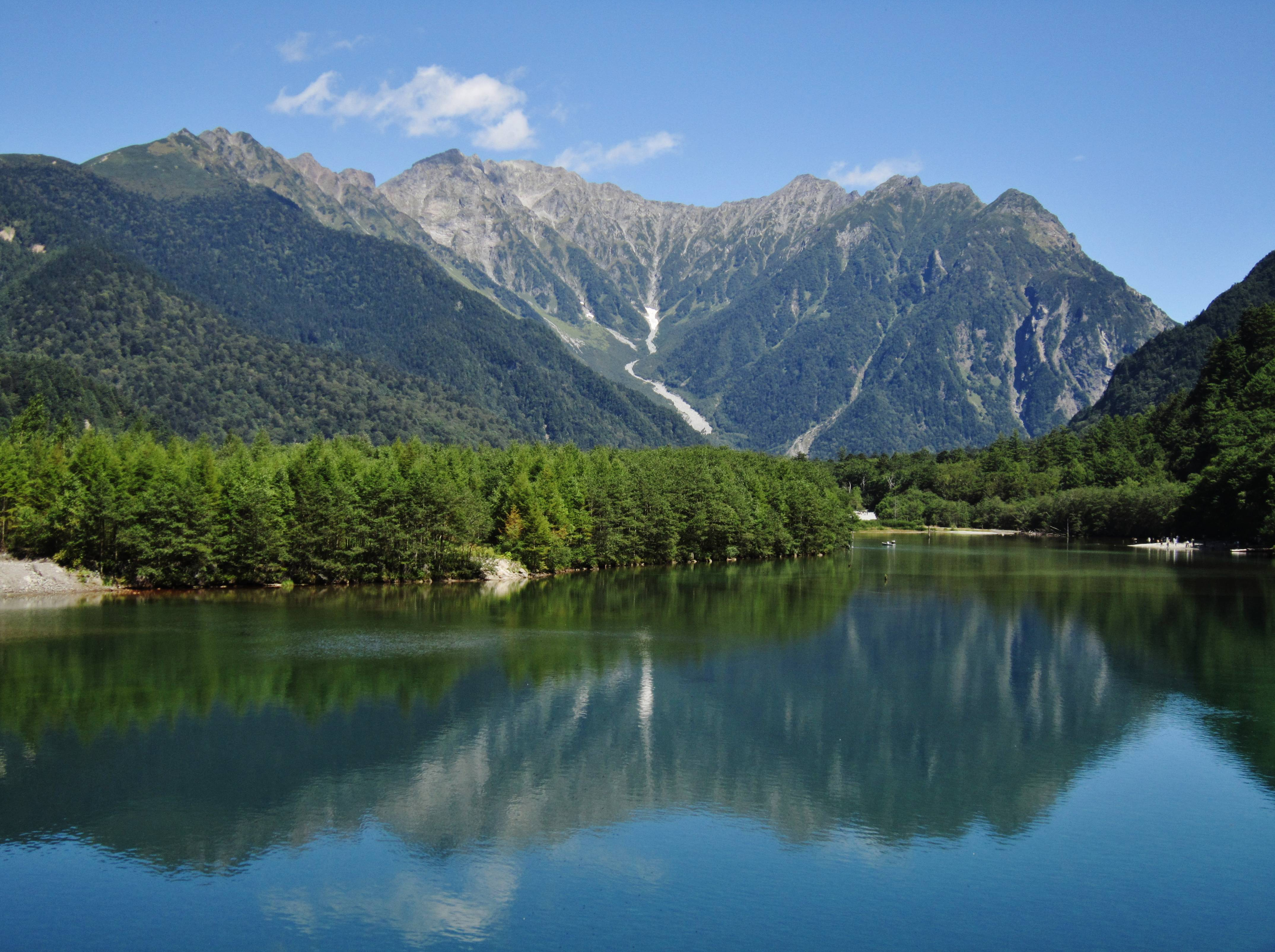
映像に出てきた大正池

NHKの『みんなのうた』では1963年2月に紹介、編曲は矢代秋雄が手掛け、歌は東京放送児童合唱団が担当した。
映像は実写で、スイス風の少女を中心にした少女4名が少年2名と出会い、色々遊んで帰っていく構成になっている。なおロケ地はスイスではなく、長野県上高地の大正池だった。
また、1966年6月にも放送歴があったが、再放送かリメイク版かは不明（歌唱は1963年版と同じく東京放送児童合唱団によるもの）。かつてはみんなのうた発掘プロジェクトの対象曲だったが、1963年版と統合される形でこの曲は対象外となった（公式サイトからも1966年放送版の表記は削除されている）。
映像は現存し、NHKエンタープライズから発売されたDVD-BOXの第2巻に収録されたものの、再放送はNHK衛星第2テレビ（現：BSプレミアム）で2006年度に行われた『なつかしのみんなのうた』で、3回に渡って放送されただけだった。しかしそれから15年後の2021年3月に地上波で再放送、58年振りの地上波放送となった。

## 替え歌
- 替え歌に『フォートランの歌』というものがある。フォートラン (FORTRAN) はプログラミング言語の一つで、「ホトラララ」の部分を「フォートランランラン」と歌う[4]。
- タレントの篠崎愛が出演した「サテライトオフィス」のCMなどに「おおブレネリ」のメロディが使われている[5]。
- 他にも替え歌にCMは多い